# Bataille de Shen-Liao
Transition des Ming aux Qing
Batailles
Unification des Jürchens - Fushun - Qinghe - Sarhu - Kaiyuan - Tieling - Xicheng  - Shen-Liao - Zhenjiang - She-An - Guangning - Ningyuan - Corée (1627) - Ning-Jin - Jisi - Dalinghe - Wuqiao - Lüshun - Corée (1636) - Song-Jin - Révoltes paysannes - Pékin - Shanhai
La bataille de Shen-Liao est un conflit militaire entre les Jin postérieurs et la dynastie Ming. Au début de 1621, Nurhaci, le khan des Jin supérieur, envahit le Liaodong et s'empare des villes de Shenyang et Liaoyang aux dépens des Ming.

## Situation avant le début du conflit

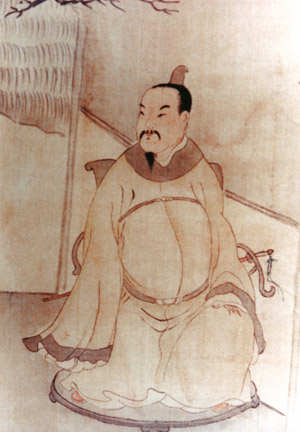
Xiong Tingbi

Le 7 mai 1618, Nurhachi, le Khan des Jin postérieurs, entre ouvertement en rébellion contre la dynastie Ming, dont il était théoriquement le vassal, en proclamant ses Sept Grandes Causes d'irritation, qui sont autant de raisons de rejeter la tutelle Ming sur la Mandchourie.
Ayant préparé sa révolte de longue date, Nurhaci enchaîne les victoires contre les troupes chinoises. Après avoir vaincu les Ming lors des batailles de Fushun, Qinghe, Sarhu, Kaiyuan et Tieling, il met au pas le clan Yihe, ses derniers rivaux au sein du peuple Jurchen, en s'emparant de Xicheng, leur capitale.
Après cette victoire, Nurhaci et ses conseillers commencent à planifier la conquête de Shenyang, dont ils veulent faire la nouvelle capitale de la dynastie. En préparation des batailles à venir, Nurhaci commence à courtiser les tribus mongoles voisines, dont les chefs, ainsi que de plus en plus d'officiers Ming, font défection pour intégrer sa bannière. Ces transfuges étaient récompensés par des terres, des titres, des fermes, des esclaves, du bétail et de l'argent selon leurs grades et leur contribution à l'effort de guerre. Pour attirer encore plus de Mongols, Nurhaci souligne particulièrement que les Ming sont leur ennemi commun et que les peuples Jurchens et Mongols partagent des origines similaire en Asie centrale. Le reste de l'année 1619 est consacré à sceller des alliances, chacune étant célébrée par des fêtes rituelles, alors même que les Jin souffraient de la famine. Les ouvertures de Nurhaci n'ont pas été partout couronnées de succès, certains Mongol étant méfiants envers ces Jurchens assumant l'héritage d'une dynastie que leurs ancêtres avaient détruite après un long conflit. C'est ainsi que Ligden Khan, le Khan des Yuan du Nord, préfère tuer les envoyés des Jin, tandis que certaines tribus mongoles se tournent vers les Ming.
Pendant ce temps, la Cour Impériale Ming nomme Xiong Tingbi au poste de Commissaire aux affaires militaires du Liaodong. La stratégie de Xiong est de renforcer davantage les défenses des Ming et d'apaiser les inquiétudes du peuple. Son raisonnement est que tant que les habitants du Liao comprendraient leur importance en tant que sujets protégés des Ming, ils s'abstiendraient de rejoindre les Jin. Xiong souligne qu'il est nécessaire que les sujets des Ming se sentent valorisés, si l'on veut qu'ils contribuent à l'effort de guerre. L'une de ses premières actions après son arrivée au pouvoir est de punir immédiatement les déserteurs. C'est ainsi que plusieurs commandants Ming, ainsi que Li Ruzhen, qui avaient fui lors de la bataille de Tieling, sont capturés et exécutés.
Xiong estime que Nurhaci a environ 100 000 soldats sous ses ordres, alors que, sur le papier, il y a 180 000 soldats Ming dans la région du Liaodong. Cependant, Xiong déduit des résultats de ses inspections personnelles que seulement 90 000 soldats sont disponibles dans tout le Liaodong et qu'une grande partie d'entre eux sont inaptes au service. Pour financer le rajeunissement du commandement militaire du nord-est, Xiong demande au ministère du Revenu de lui verser 1,2 million de taels. Le ministère lui promet 400 000 taels et n'en envoie que 100 000. Après beaucoup de harcèlement et de condamnation de la part de Xiong, le ministre de la Guerre suggère qu'il serait possible de puiser dans les fonds habituellement alloués aux régions locales et d'obtenir des contributions des maisons nobles, des chefs autochtones et des bureaucrates. Finalement, Xiong reçoit en tout 600 000 taels.
Avec la moitié des fonds qu'il avait demandés, Xiong fait fabriquer des chariots de guerre et des armes à feu et réparer les douves et les murs des forteresses. Le ministère de la Guerre est chargé de produire 4 500 canons. Environ 37 000 charrettes de ravitaillement, tirées par 74 000 bœufs arrivent au Liaodong au cours de l'hiver 1619. Outre les 1,2 million de taels qu'il avait demandés, Xiong a également plaidé pour le transfert de 180 000 soldats d'autres régions vers le Liaodong afin de mettre en place une ligne défensive allant de Fushun à Fort Zhenjiang. Cette demande est approuvée par la Cour, qui envoie des ordres de transfert de troupes à faire exécuter immédiatement. L'exécution de ces ordres a rencontré des difficultés considérables, comme dans le cas des 17 400 soldats qui avaient été affectés au fort Zhenjiang et qui se sont mutinés.
Xiong estime qu'il n'est pas sage de vouloir défendre Shenyang, qui, bien qu'étant une grande ville, est située au milieu de plaines vides et donc plus vulnérable aux attaques. D'autres font valoir qu'une telle cité ne pouvait pas être abandonnée à la légère.
Les plans de Xiong Tingbi sont attaqués par un officiel venant du sud, Yang Sichang. Yang soutient que les plans de Xiong sont peu fiables et coûteux, surtout en ce qui concerne le transport des soldats sichuanais jusqu'à la frontière nord-est. Selon Yang, pour réaliser tous les plans de Xiong, ce n'est pas 1,2 million de taels qui sont nécessaires, mais 10 millions, pris directement dans le coffre impérial de Taicang. L'empereur Ming Shenzong ne tient pas compte de la suggestion de Yang de retirer des fonds du coffre de Taicang, et augmenta les impôts au début de 1620, dans l'espoir d'augmenter ses revenus à 5,2 millions de taels. L'augmentation des impôts n'a pas été appliquée de façon uniforme dans l'ensemble de l'empire ; certains endroits, comme le Guizhou, ne connaissent aucune augmentation, tandis que d'autres ont assumé la majeure partie du fardeau.
Reconnaissant que le seul avantage de Ming sur les Jin est la puissance de feu, Xiong choisit de ne pas adopter une position agressive et de simplement fortifier et reconstruire les murs et les douves de la forteresse. Xiong espère qu'en améliorant progressivement les positions défensives du Liaodong, les Ming pourront regagner le terrain perdu sans engager les Jin dans des batailles en rase campagne. Pendant le mandat de Xiong, le Liaodong est de nouveau sécurisé et de nombreux réfugiés ont pu rentrer chez eux. Le commerce reprend du poil de la bête et les attaques des Jin diminuent considérablement. Cependant, l'effort de renforcement militaire s'arrête lorsque le Shandong est frappé par la famine et que la Cour est forcée de réduire les impôts. Pendant ce temps, les troupes Ming du Liaodong sont constamment gênées par le manque de ravitaillement et de rations, alors que les Jin effectuent des raids sur les stocks de céréales.
L'empereur Shenzong meurt le 18 août 1620 et l'empereur Ming Guangzong lui succède. Guangzong débloque immédiatement un million de taels pour financer la défense du Liaodong, mais, Li Ruhua, un haut fonctionnaire de la Cour, estime que c'est une somme de 1,6 million de taels qui serait nécessaire pour alimenter correctement l'armée orientale. Le ministère du Revenu donne une estimation encore plus sombre de 3,2 millions de taels, et peut-être même 4 millions de taels après comptabilisation du gaspillage. Le renforcement militaire du Liaodong a également un impact sur les défenses de la capitale, la garnison de Pékin étant passé de 200 000 à 120 000 soldats. Malheureusement pour Xiong Tingbi, le changement d'empereur a également entraîné de nouveaux problèmes sous la forme de calomnies judiciaires visant ses réalisations. Liu Guojin, qui avait été destitué par Xiong pour avoir recruté les soldats qui s'étaient mutinés à Fort Zhenjiang, a organisé une faction et fomenté un complot pour calomnier Xiong en l'accusant de perdre des territoires et de lâcheté au combat. Xiong nie en bloc les accusations de Guojin, mais il finit par décider de démissionner avant d'être arrêté et quitte son poste de Commissaire aux Affaires militaires.
Yang Sichang s'occupe alors de calculer les revenus et les coûts de la défense du Liaodong. Il estime que les 177 000 soldats et les 100 000 montures du Liaodong coûtent à la Cour environ 3,7 millions de taels par an. Pour compenser ces coûts, il suggère d'établir des fermes militaires, pour qu'au moins les chevaux puissent être nourris avec des aliments locaux. Yang recommande également l'introduction d'une nouvelle échelle salariale basée sur le grade des soldats afin de mieux les motiver et de réduire les coûts. Les soldats sont divisés en cinq classes, la classe supérieure gagnant 2,5 fois plus que la classe inférieure.
L'empereur Guangzong meurt d'une mauvaise diarrhée un mois après son entrée en fonction, et l'empereur Ming Xizong lui succède. Yuan Yingtai est promu Commissaire aux Affaires Militaires du Liaodong et adopte une position agressive envers les Jin. Contrairement à son prédécesseur, Yuan souhaite courtiser les Mongols et ajouter leur force à l'armée Ming. Il croit qu'avec l'aide des Mongols, non seulement il pourrait protéger Liaodong, mais aussi lancer une invasion du territoire des Jin et mettre fin à la menace une fois pour toutes. Selon Yuan, les Mongols sont essentiellement des "cavaliers d'élites libre". Alors que certaines factions sont très sceptiques sur ce point, l'attrait d'une action décisive finit par l'emporter, et l'empereur Xizong débourse 3 millions de taels pour persuader les Mongols de joindre leurs forces à celles des Ming.

## Déroulement des combats

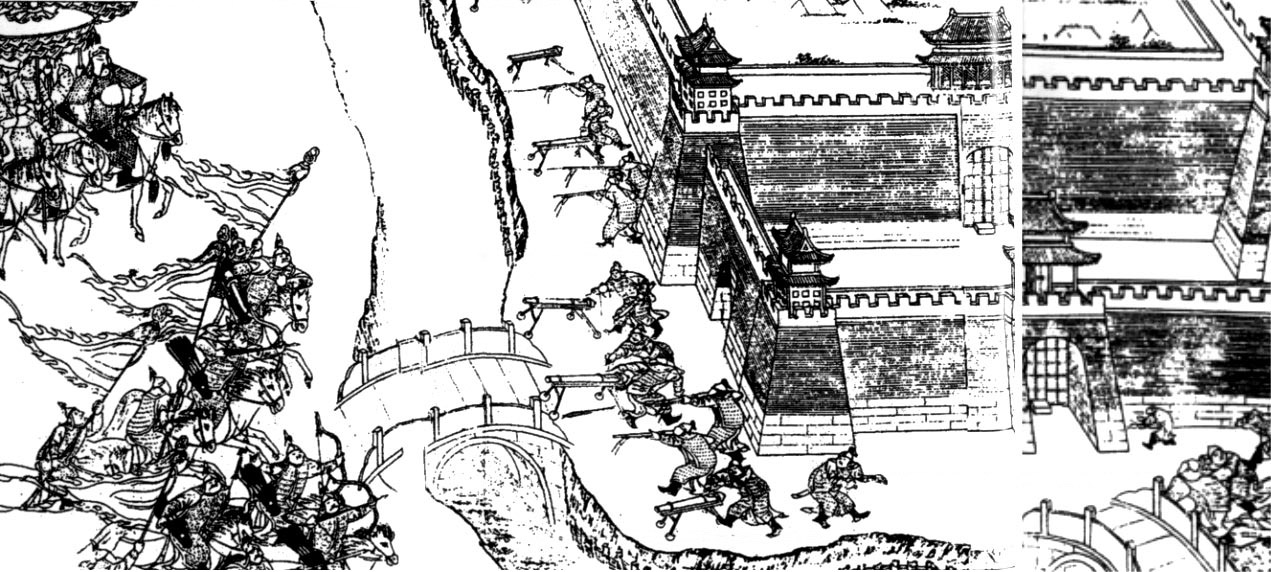
Bataille de Liaoyang, 1621.

Au début de l'an 1621, les Jin attaquent la région du Liaodong et prennent la forteresse de Fengjibao, près de Shenyang. Nurhaci lance cette attaque avec les troupes des huit bannières. Le commandant de Fengjibao, Li Bingchen, sort des murs de la forteresse avec 200 soldats, pour aller à la rencontre de l'ennemi. Une des bannières attaque les troupes de Li, qui réussissent à tuer un officier Jin avec un coup de canon, avant de battre en retraite. Nurhaci fait reculer ses troupes jusqu'à ce qu'elles soient hors de portée de tir des canons Ming et installe son campement près de Fengjibao. Des éclaireurs Ming essayent d'espionner les camps Jin cette nuit-là, mais ils sont capturés et exécutés. Le lendemain, Li essaye d'engager à nouveau le combat contre l'armée Jin avec 2 000 hommes ; mais la bataille se termine par une défaite totale pour Li et les Jin prennent Fengjibao.
De Fengjibao, l'armée Jin avance vers Shenyang et lorsqu'ils atteignent les rives de la rivière Hun, les soldats de Nurhaci érigent des défenses et installent leur campement.
He Shixian et You Shigong, les commandants de la garnison de Shenyang, font creuser des douves et ériger des palissades autour de la ville. Des canons et des armes à feu sont déployés. Ne voulant pas affronter la puissance de feu des Ming de front, Nurhaci choisit de mener des raids à la périphérie de la ville et de piller les environs. Son but est de faire sortir les défenseurs de Shenyang des murs de la ville pour les affronter en terrain découvert. Cette tactique fonctionne parfaitement, car He Shixian sort de Shenyang avec un contingent de 1 000 soldats, pour engager le combat contre les Jin. La petite troupe est rapidement encerclée et les soldats Ming sont obligés de se frayer un chemin jusqu'à la porte ouest de la ville, mais ils n'arrivent pas à rentrer dans la cité. He Shixian meurt durant les combats, le corps transpercé par quatre flèches. De son côté, You Shigong essaye de le sauver, mais ses troupes sont vaincues et il meurt durant les combats. Les deux commandants étant morts, les défenses de Shenyang s'effondrent et les troupes Jin prennent rapidement la ville.
Nurhaci part ensuite intercepter un contingent de secours Ming, près de la rivière Hun. Les piquiers lourds de Chen Ce, le commandant des troupes Ming, sont contournés sur leurs flancs par la cavalerie Jin et repoussés dans la rivière, où ils se noient. Les troupes Ming restantes se rallient et attaquent 200 soldats Jin, qui doivent battre en retraite. Voyant cela, Daišan, le fils de Nurhaci, attaque la colonne Ming et brise leur moral. Les troupes chinoises s'enfuient, pendant que l'armée Jin les poursuit sur une certaine distance avant de retourner à Shenyang.
Pendant ce temps, une armée Ming de 50 000 hommes avait été envoyée assiéger Shenyang pour reprendre la ville. Lorsqu'il est mis au courant de l'arrivée de ces renforts chinois, Nurhaci rassemble ses bannières en toute hâte pour affronter ce nouvel ennemi avant qu'il ne puisse se retrancher dans la ville. Prise par surprise, l'armée Ming n'a le temps de tirer qu'une seule salve, avant que la cavalerie Jin ne soit au contact. La cavalerie Jin les prend dans une attaque en tenaille, provoquant l'effondrement d'un côté de la formation chinoise, puis de l'autre, jusqu'à ce que l'armée entière se brise. Les cavaliers Jürchens poursuivent les survivants éparpillés pendant un certain temps, avant de se regrouper. Enfin, Nurhaci intercepte une autre armée venant de Liaoyang et lui inflige une défaite aussi cinglante que rapide. Voyant que les défenses Ming se sont désintégrées, Nurhaci procède à l'invasion de Liaoyang, où se trouve Yuan Yingtai. Dans un premier temps, Nurhaci envoie une bannière couper l'approvisionnement en eau de la ville et une autre commencer à saper le mur est. Pendant ce temps, les bannières personnelles de Nurhaci commencent à construire des machines de siège. Les forces Ming sont montées à l'assaut avec 30 000 soldats et ont tiré avec leurs armes à feu sur les Jin, qui les ont engagés dans des combats en plaine, en subissant de lourdes pertes. Les soldats Ming réussissent à repousser les Jin jusqu'à ce qu'ils n'aient plus de munitions, après quoi ils sont mis en déroute. L'aile gauche de l'armée Jin réussit à prendre la porte de Wujing et détruire le pont, coupant ainsi la retraite des Ming en déroute. Des soldats Ming, en ordre dispersé sont repoussés vers les douves de la ville où ils se noient.
Les chariots de siège des Jin commencent alors à se déplacer vers la ville, des échelles sont posées contre les murailles de la ville, qui été attaquée de tous côtés. À ce stade de la bataille, les défenseurs Ming n'ont plus de poudre, leurs entrepôts ayant été touchés par les canons de Li Yongfang. Finalement, leur moral s'effondre lorsque deux murs tombent aux mains des Jin. Voyant cela, Yuan Yingtai met le feu à sa tour de guet et se suicide. Les alliés mongols des Ming qui étaient présents étaient trop occupés à piller la ville pour se battre et s'enfuient peu après la défaite de l'armée chinoise. Suivant l'exemple de Yuan, les autres officiers Ming se sont également suicidés.
Après leur victoire, les Jin victorieux auraient été accueillis dans la ville par des cris de joie.
Après la prise de Shenyang et de Liaoyang, des renforts Ming arrivent du sud, mais les Jin occupent tous les forts situés à l'est du fleuve Liao. Des escarmouches ont eu lieu entre les nouvelles troupes Ming et les bannières. Si les Ming remportent de petites victoires, réussissant à tuer 3 000 soldats Jin en un seul engagement, ils sont forcés d'admettre leur défaite et de battre en retraite après avoir épuisé leurs réserves de poudre à canon.

## Conséquences
Conformément à son plan, Nurhaci déplace la capitale du Jin postérieur à Liaoyang. Pour faciliter la transition Ming/Jin dans la région, le Khan des Jürchens libère les fonctionnaires chinois qui avaient été emprisonnés pour s'être opposés à lui, ce en signe de bonne volonté. En plus de les gracier, il leur rend les postes qu'ils occupaient avant l'invasion, mais cette fois-ci sous les ordres des Jin. Des ordres furent donnés pour éviter les pillages et, dans la plupart des cas, la discipline stricte de l'armée Jin rend l'occupation moins pénible qu'elle n'aurait pu l'être. Enfin, Nurhaci célèbre sa victoire près de sa nouvelle capitale et offre des récompenses à ses alliés. Après cette campagne victorieuse, les défections chez les Mongols et les Ming ont augmenté.
Ayant complètement isolé la Corée de la Chine, la Cour des Jin en profite pour écrire des lettres à la cour du royaume de Joseon pour faire pression sur leur roi afin qu'il renonce à son allégeance envers les Ming.
Après ce cuisant échec, la Cour Impériale Ming nomme Xue Guoyong vice-ministre de la guerre et commissaire aux affaires militaires du Liaodong. Wang Huazhen est nommé vice-censeur en chef du commissaire à la pacification de la droite de Guangning. Le ministère de la Guerre commence à recruter des mercenaires dans toute la Chine pour compléter ses forces. Autre conséquence de ce conflit, la guerre dans le Liaodong a appauvri des milliers de personnes qui avaient fui vers le sud à la recherche d'un endroit sûr. Le Shandong, en particulier, a été durement touché et les responsables locaux se sont plaints des troubles qui ont suivi. Les habitants du Liaodong avaient la mauvaise réputation d'être sournois et indignes de confiance, et leur afflux dans les régions voisines exacerbent les conflits autour des ressources déjà limitées. Certains se sont également enfuis en Corée et dans les îles de la mer de Bohai, où ils sont souvent soumis aux exactions des soldats Ming.
Les défenses de la dynastie Ming se replient sur la rive ouest de la rivière Liao et la ville de Guangning en devient le nouveau quartier général. Xiong Tingbi est également rappelé et reprend du service. Xiong continue de penser que la meilleure stratégie est de rester sur des positions défensives. De plus, les Ming ont dû se concentrer sur la sécurité navale et attaquer les Jin depuis la côte. Les plans pour la construction d'une flotte sont envoyés à Tianjin, pendant que Xiong demande 300 000 soldats pour assurer la défense de la région. De son côté, la Cour Impériale estime qu'il est possible de réunir au maximum 260 000 personnes ; mais aucune des troupes demandées n'est jamais arrivée sur place, seuls de l'argent et des fournitures étant envoyés à la place.
Pour aggraver les problèmes des Ming, Xiong et Wang Zaijin, le responsable de la distribution des fournitures, ne se supportent absolument pas, au point d'en venir aux mains. Leurs divergences stratégiques sont telles qu'ils sont incapables de travailler ensemble : Wang souhaite déployer des troupes le long de toute la frontière, tandis que Xiong veut se concentrer sur la défense de Guangning, une ligne de conduite qu'il juge plus réaliste. Finalement, c'est le point de vue de Wang qui l'emporte.